# Cycas micronesica
Cycas micronesica — вид голонасінних рослин класу саговникоподібні (Cycadopsida).
Етимологія: від ендемічного зростання цього виду в Мікронезії.

## Опис
Стебла деревовиді, 8–12 м заввишки, 14–25 см діаметром у вузькому місці. Листки темно-зелені, дуже блискучі, довжиною 160 см. Пилкові шишки веретеновиді, оранжеві, довжиною 40 см, 8 см діаметром. Мегаспорофіли довжиною 30 см, жовта-повстяні. Насіння плоске, яйцевиде, довжиною 60 мм, шириною 50 мм; саркотеста оранжево-коричнева, товщиною 6 мм.

## Поширення, екологія
Країни поширення: Гуам; Мікронезія, Північні Маріанські острови; Палау. Росте в закритому лісі на кораловому вапняку або кораловому піску, а іноді на вулканічних ґрунтах на островах.

## Загрози та охорона
Усі рослини були вилучені з островів Сайпан і Тініан (Північні Маріанські острови) японцями під час Другої світової війни. Також була втрата середовища існування на островах Гуам і Рота (Північні Маріанські острови). Aulacaspis (інвазія з Південно-Східної Азії) заподіяло істотну смертність виду.